# 普羅明 (斯瓦托韋區)
49°20′44″N 38°20′11″E / 49.34556°N 38.33639°E
普羅明（烏克蘭語：Промінь）是位於烏克蘭東部的村莊，由盧甘斯克州斯瓦托韋區的斯瓦托韋市鎮負責管轄。該村始建於1954年，面積0.62平方公里，海拔高度138米，2001年人口20，人口密度每平方公里32.1人。